# Садыбное (Житомирская область)
Садыбное (укр. Садибне) — село на Украине, основано в 1891 году, находится в Коростенском районе Житомирской области.
Код КОАТУУ — 1822386007. Население по переписи 2001 года составляет 51 человек. Почтовый индекс — 11571. Телефонный код — 4142. Занимает площадь 0,427 км².

## Адрес местного совета
11571, Житомирская область, Коростенский р-н, с.Ушомир, ул.Березюка, 17